# 臺北西站A棟
25°02′49.86″N 121°30′52.14″E / 25.0471833°N 121.5144833°E

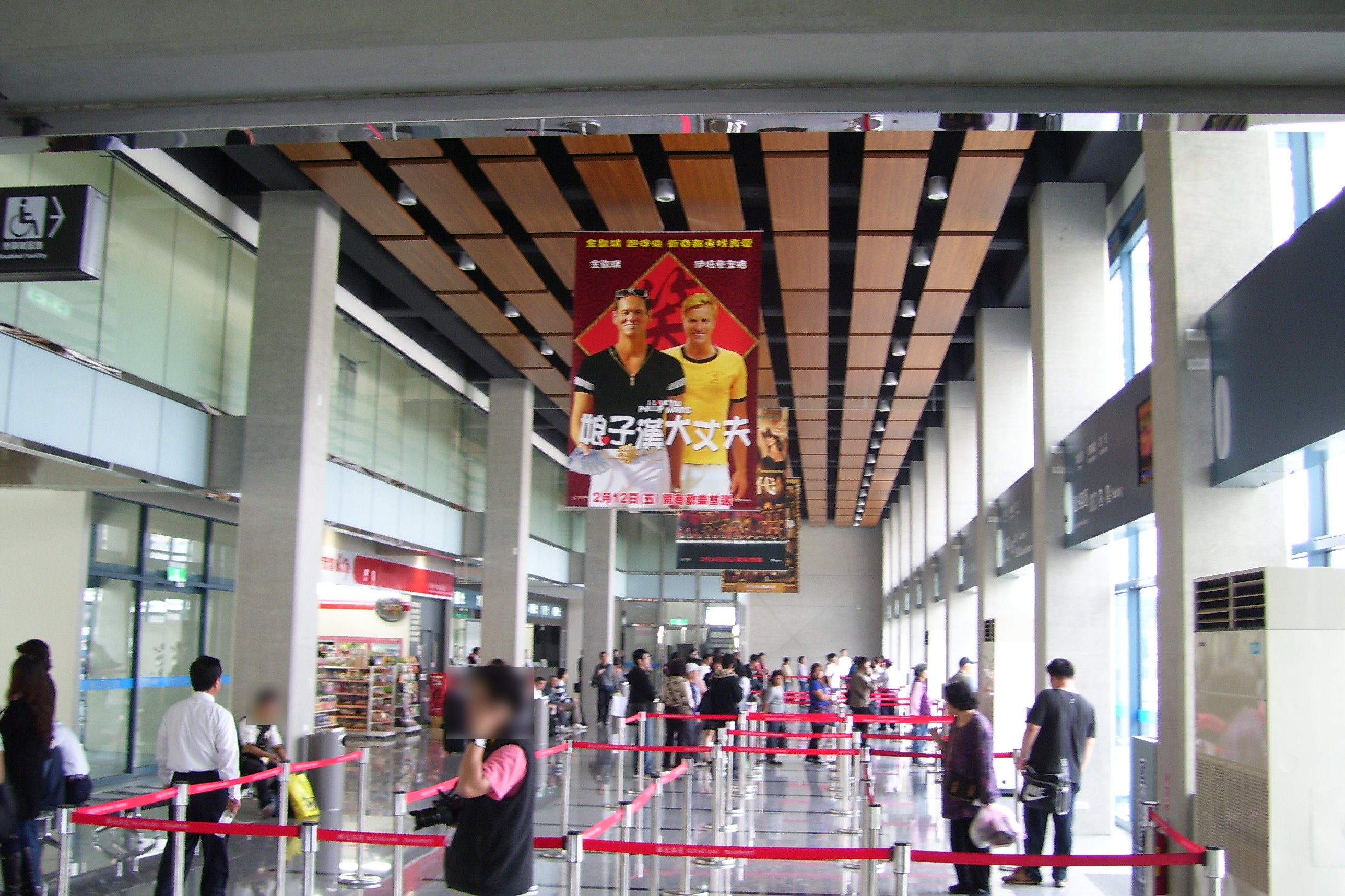
臺北西站A棟內部

臺北西站A棟（英語譯名：Taipei West Bus Station Terminal A，另有一誤用的名字交六轉運站、臺北西A站或臺北Ａ站），位於臺灣臺北市中正區、臺北車站特定專用區交通六號用地東南角，為臺北市主要的公路長途客運（國道客運）車站之一，其前身為臺北東站、臺北北站及國道客運臺北總站。為了配合臺北市政府的西區門戶計畫，在2016年10月30日停止使用、並予以拆除，改闢臺北行旅廣場。

## 概要

### 臺北東站時期
原址位於天成大飯店後方、今臺鐵臺北車站行李房一帶，為臺灣省公路局、臺汽客運之臺北東站，於臺北市區鐵路地下化時搬至原為第三代臺北車站前方噴水池的現址並改為臺北西站（今臺北西站B棟）下轄，並伴隨臺汽客運民營化改為國光客運臺北東站。2009年10月27日封閉改建，原由此站發車的路線暫時改由國光客運臺北西站發車。

### 臺北西站A棟時期

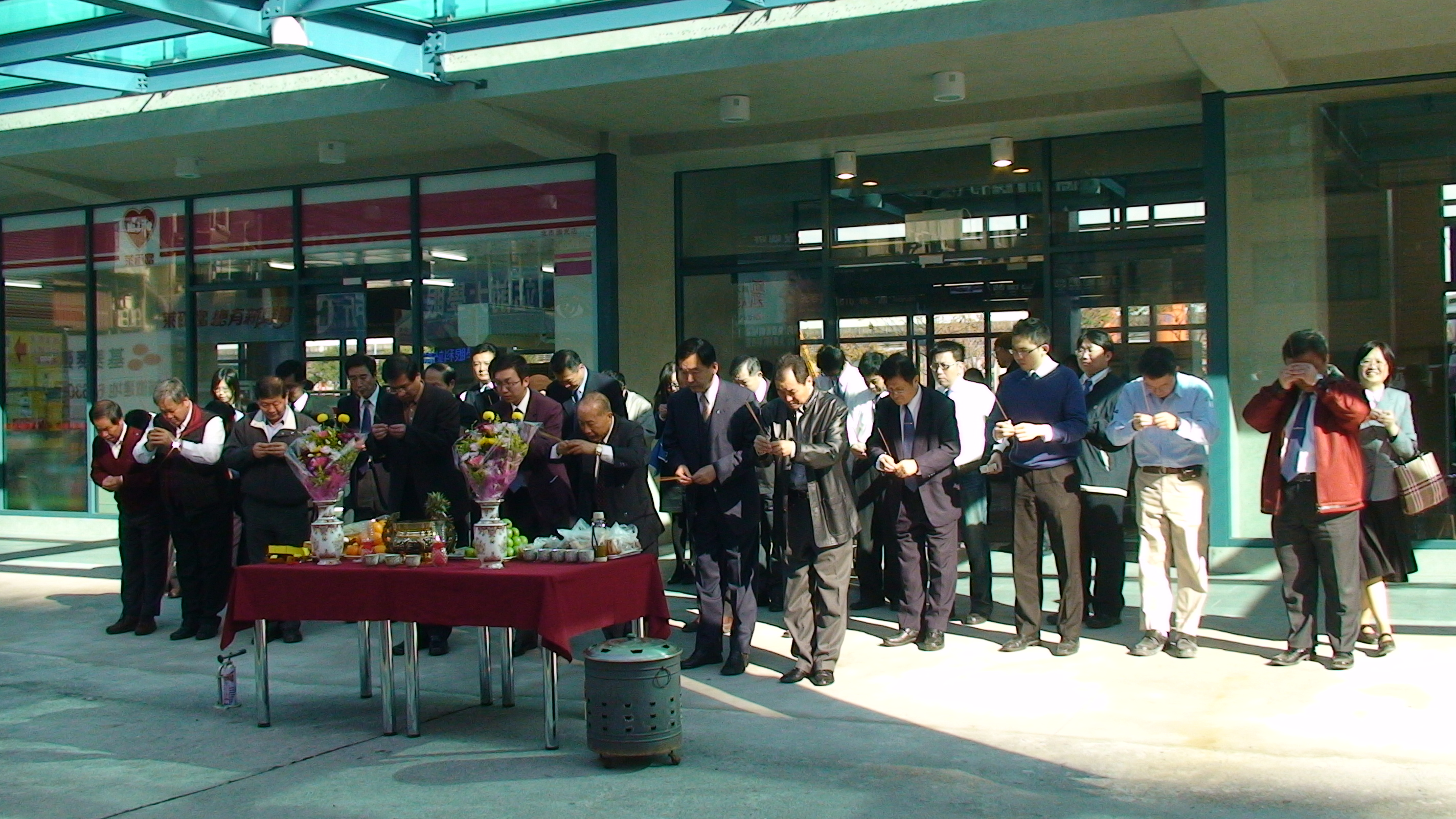
臺北西站A棟啟用儀式

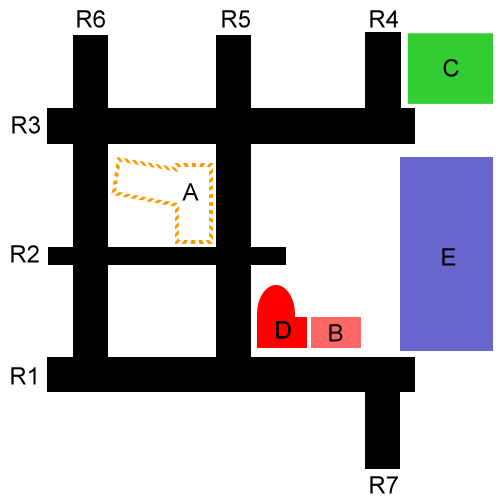
客運總站位置圖
A：國道客運臺北總站
B：臺北西站A棟
C：臺北轉運站
D：臺北西站B棟
E：臺鐵臺北車站
R1：忠孝西路
R2：北平西路
R3：市民大道
R4：承德路
R5：重慶北路
R6：延平北路
R7：館前路

原國光客運臺北東站原地改建，並且將包含部分原臺北北站路線、未移至臺北轉運站的臺北總站末期路線全數遷入，成為多家業者共用的車站，2010年1月20日啟用。

## 停靠路線
※標示記號者為悠遊卡路線。
| 月臺 | 營運業者          | 營運路線或用途                                                         | 備註（2016年10月30日後停靠位置）                                       |
| ---- | ----------------- | ---------------------------------------------------------------------- | ---------------------------------------------------------------------- |
| 備用 | N/A               | 下客、備用月臺，無月臺門                                               |                                                                        |
| 1    | 大有巴士          | 1961（往南崁、桃園國際機場、大園）                                     | 臺北車站東三門上下客                                                   |
| 2    | 三重客運          | 1210（往林口長庚醫院、竹林山觀音寺）                                   | 原改「後車站」站上下客 2016年11月12日改臺北車站北二門上下客            |
| 2    | 三重客運 新竹客運 | 9002（往楊梅、埔心牧場）                                               | 臺北車站北一門上下客                                                   |
| 3    | 汎航通運          | 2001（往林口長庚醫院、桃園龜山）                                       | 臺北車站北一門上下客                                                   |
| 5    | 國光客運          | 1819（直達臺灣桃園國際機場）                                           | 原臺北車站東三門上下客，國光客運台北車站完工後改入該站內上下客         |
| 6    | 國光客運          | 1811（往頭城、宜蘭、羅東） 1812（往頭城、蘇澳、南方澳） 1818（往中壢） | 臺北車站北一門上下客                                                   |
| 7    | 國光客運          | 1816（往桃園，部分班次行駛經國路）                                     | 臺北車站北一門上下客                                                   |
| 8    | 國光客運          | 1815（往安樂社區、武聖街、野柳、金山、法鼓山）                         | 原臺北車站東三門上下客，國光客運台北車站完工後改入該站內上下客         |
| 9    | 國光客運          | 1813（往基隆） 1814（來自基隆、安樂社區方向之單向路線）                | 原均在臺北車站東三門上下客，國光客運台北車站完工後1813改入該站內上下客 |
| 0    | 國光客運          | 往基隆方向之待命月臺                                                   |                                                                        |